# Донська Балка
Донська Ба́лка — село Березівської міської громади у Березівському районі Одеської області в Україні. Населення становить 59 осіб.

## Населення
Згідно з переписом 1989 року населення села становило 68 осіб, з яких 28 чоловіків та 40 жінок.
За переписом населення 2001 року в селі мешкало 59 осіб.

### Мова
Розподіл населення за рідною мовою за даними перепису 2001 року:
| Мова       | Чисельність | Відсоток |
| ---------- | ----------- | -------- |
| українська | 58          | 98,31%   |
| російська  | 1           | 1,69%    |
| Усього     | 59          | 100%     |

## Відомі уродженці
У селі народився Герой Радянського Союзу Петро Андрійович Гнидо.